# 三国通覧図説
『三国通覧図説』（さんごくつうらんずせつ）は、天明5年（1785年）、林子平により書かれた江戸時代の地理書・経世書。日本に隣接する三国、朝鮮・琉球・蝦夷と付近の島々についての風俗などを挿絵入りで解説した書物とその地図5枚からなる。

## 概要
付図は「三国通覧輿地路程全図」（縦76.5cm×横53.5cm）、「琉球全図」（縦76.5cm×横53.5cm）、「無人島之図」（縦66.4cm×横26.6cm）、「朝鮮国全図」（縦76.5cm×横53.5cm）、「蝦夷国全図」（縦97.0cm×横53.5cm）からなるが、地図の正確性は乏しく、特に本州・四国・九州以外の遠方で測量の難しい地域はかなり杜撰に描かれている（なお、日本地図のみでは当時既に長久保赤水による経緯度線が入ったかなり正確な地図『改正日本輿地路程全図』が普及していた）。林子平の序と桂川甫周の序がある。「題初」に「国事にあずかる者地理を知らざるときは治乱に臨みて失うあり、兵士をさげて征伐を事とする者地理を知らざるときは安危の場に失うあり……」とあり、地図の正確性より鎖国中であった日本が近隣の国などについて知ることに重点が置かれている。外国からの圧力を予感した先見的な書としての意義は大きい。
同じ林子平の著書『海国兵談』が海外の国から日本を守るための軍備の必要性を説いた本であったため、松平定信に疎まれ、寛政の改革時に発禁・版木没収の処分となった。この時、同時に『三国通覧図説』も発禁処分とされた。
しかし、この『三国通覧図説』は、その後桂川甫周によって長崎からオランダ、ドイツへと渡り、ロシアでヨーロッパの各言語に翻訳された。1832年にドイツ人の東洋学者ユリウス・ハインリヒ・クラプロート（Heinrich Klaproth）によってフランス語に翻訳された。

## 写本
京都大学付属図書館の谷村文庫には、『三国通覧図説』の追図「琉球三省并三十六島之図」の江戸時代の彩色写本二種類が所蔵されている。そのうち甲種では日本は青緑色、琉球は赤茶色に、中国本土と尖閣諸島はうす茶色、台湾と澎湖は黄色にぬり分けてあり、もうひとつの乙種では日本は緑色、琉球を黄色に、中国本土と尖閣諸島は桜色、台湾はねずみ色にぬり分けてある。

## 尖閣諸島・竹島問題に関して
竹島や対馬や尖閣諸島の領有権において、韓国や中国から自国の領土である証拠として『三国通覧図説』が取り上げられているものの、日本の研究者らによって反証がなされている。

### 尖閣諸島問題
現在、中国では『三国通覧図説』の追図「琉球三省并三十六島之図」において、中国本土と尖閣諸島が同じ色で描かれていることから、中国領であることの根拠の一つとしている。しかし、尖閣諸島「釣魚臺」と台湾は異なる色で彩色されており、中国政府の「台湾の附属島嶼」という公式見解と一致しない。また台湾島内に記載された「台湾県」「諸羅県」「鳳山県」は、対岸の福建省に属する公式の行政府でありながら、大陸側と台湾で彩色が異なり、色分けと領土との関係性は必ずしも一致ないしないことを示している。日本の歴史学者で作家の井上清は著書『「尖閣」列島－－釣魚諸島の史的解明』において、「釣魚台」などの島々が中国大陸と同じ桜色で彩色されていることから、当時から「釣魚諸島」は中国領であったと主張しているが、この井上説については、浦野起央・劉甦朝・植榮邊吉らによる反論がある。

### 竹島問題

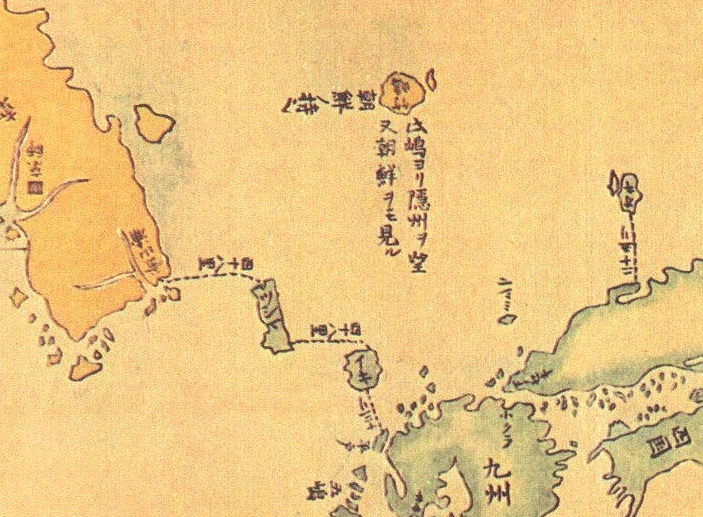
三国通覧図説「三国通覧輿地路程全図」の竹嶋（鬱陵島）近海

現在、韓国では「三国通覧輿地路程全図」に描かれている「竹嶋（当時の鬱陵島の日本名）」の北東に隣接した南北に長い小島が現在の竹島（韓国名：独島）であるとしている。鬱陵島の横には「朝鮮之持也」と記され、鬱稜とともにこの小島も朝鮮半島と同じ色で彩色されていることから、日本はこの当時から朝鮮領であったことを認めていると主張している。また、三国通覧図説のドイツ語版もしくはフランス語版が、ペリー提督との小笠原諸島領有における日米交渉において同地の日本国領有権保持を示す確たる証拠として効力を発揮したとし、この地図は領土を確認する公式なものであったと主張している。（ただし、江戸幕府とペリー提督の間で小笠原諸島領有の交渉が行われた記録は日米の公式記録にはなく、ペリーが記した「ペリー艦隊日本遠征記」にも記録がない。若松正志の調査によって、このエピソードは藤原相之助の書いた新聞連載小説「林子平」『河北新報』大正 13（1924）年11月16日掲載分に記載された内容と一致することが判明している。）
日本から韓国に帰化した世宗大学教授の保坂祐二は、鬱陵島の北東に隣接したこの小島が現在の竹島（独島）であるとしている。その理由は、林子平がこの地図の日本の部分を描く際、長久保赤水の日本地図を参考にしたとしている。（保坂は、長久保赤水の日本地図には竹嶋（鬱陵島）と松島（現在の竹島）が描かれているものの、僅かに描かれている朝鮮半島の一部と同様にこの２島も彩色がされていない版があることから朝鮮領であるとしている。）
日本では、竹嶋（鬱陵島）の北東に描かれている島はその位置や形状から見て竹嶼であり、現在の竹島ではないとしている。また、ペリーが日本での幕府との交渉で小笠原諸島を要求したという記録は日本にも米国にも残されておらず、「三国通覧輿地路程全図」が小笠原諸島領有における日米交渉に使われたという話は、『河北新報』に掲載された林子平を題材とする新聞小説が元であるとされる(若松正志「小笠原諸島の領有と林子平恩人説の展開」『日本史研究』536,2007.4,p.103）。
日本ではまた、「三国通覧輿地路程全図」にある「朝鮮之持也」との記述は1711年に朴錫昌が提出した「欝陵島図形」の系統を引くものであるとする。また、竹嶋（鬱陵島）の下には「此嶋ヨリ隠州ヲ望／朝鮮ヲモ見ル」と記されたもう一つの付記がある。これは長久保赤水の『日本輿地路程全図』の竹嶋（鬱陵島）にも書かれている文言と同じで、この文言はさらに齋藤豊仙の『隠州視聴合記』からの引用文である。『日本輿地路程全図』の松島は竹嶋（鬱陵島）よりかなり南に離れて描かれており、「三国通覧輿地路程全図」に林子平が「朝鮮ノ持也」と注記したのは鬱陵島だけを対象にしていたと考えられる。